# Chvalská
Chvalská je ulice v Hloubětíně na Praze 14, která spojuje ulici Poděbradskou a Klánovickou. Má přibližný severojižní průběh. Od východu do ní ústí ulice Horoušanská.

## Historie a názvy
Nazvána je podle vesnice Chvaly, které se v roce 1950 staly součástí Horních Počernic a celek byl v roce 1974 připojen k Praze. Ulice vznikla a byla pojmenována v roce 1930. V době nacistické okupace v letech 1940–1945 se německy nazývala Chwaller Straße.

## Zástavba a charakter ulice
Její severní část de facto tvoří stranu bývalého Vetiškova náměstí, neoficiálně nazývaného náměstí Hloubětín. Tvoří ji až čtyřpatrové nájemní domy. Ulice je v celém profilu jednosměrná a nachází se na ní autobusová zastávka Hloubětín.